# Heteroskedasticitet

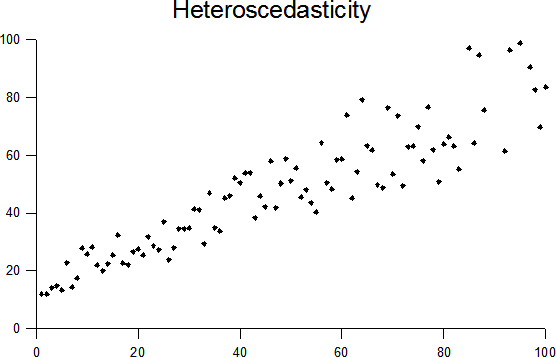
Plottar med slumpmässiga data som visar heteroskedasticitet. Variansen för punkternas y-värden ökar när x-värdena ökar.

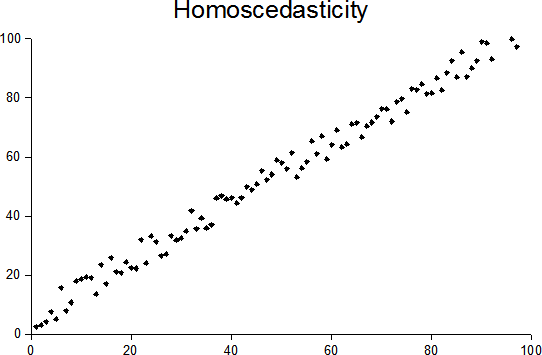
Plottar med slumpmässiga data som visar homoskedasticitet. För varje x-värde har punkternas y-värde ungefär samma varians.

Inom statistiken är en sekvens eller vektor av slumpmässiga variabler heteroskedastisk om den innehåller subpopulationer mellan vilka variabiliteten skiljer sig. Variabiliteten kan här kvantifieras av variansen eller något annat mått på statistisk spridning. Heteroskedasticitet är således avsaknaden av homoskedasticitet.
Heteroskedasticitet är ett problem vid regressionsanalys och variansanalys då det kan invalidera hypotesprövningen som utgår ifrån att modelleringsfel är okorrelerade och normaldistribuerade, samt att variansen inte varierar med effekterna som modelleras.